# خورشیدگرفتگی ۳ نوامبر ۲۰۳۲
خورشیدگرفتگی ۳ نوامبر ۲۰۳۲ (به انگلیسی: Solar eclipse of November 3, 2032) یک خورشیدگرفتگی از نوع خورشیدگرفتگی جزئی است. این خورشیدگرفتگی در تاریخ ۳ نوامبر ۲۰۳۲ میلادی (‎۱۳ آبان ۱۴۱۱ خورشیدی) روی خواهد داد که زمان اوج آن، ساعت ۵:۳۴:۱۳ به‌وقت ساعت هماهنگ جهانی است.